# Gláucia Lima
Gláucia da Silva Lima (ur. 24 lutego 1988) – brazylijska judoczka.
Startowała w Pucharze Świata w 2010 i 2011. Brązowa medalistka igrzysk Ameryki Południowej w 2010 i druga w drużynie. Dwukrotnie na podium mistrzostw Ameryki Południowej.